# 15417 Babylon
För andra betydelser, se Babylon (olika betydelser).
15417 Babylon eller 1998 DH34 är en asteroid i huvudbältet som upptäcktes den 27 februari 1998 av den belgiske astronomen Eric W. Elst vid La Silla-observatoriet. Den är uppkallad efter den historiska staden Babylon.
Den tillhör asteroidgruppen Hilda.